# Fédérations du commerce B to B
 (janvier 2012).
Il existe 56 fédérations en France représentant le Commerce B to B.
Voici la liste de ces fédérations en fonction du secteur dont elles font partie.

## Secteur des biens de consommation alimentaire
- AGEV (Associations générales des entreprises vinicoles)
- ANEEFEL (Association nationale des expéditeurs et exportateurs en fruits et légumes)
- CNVS (Conseil National des Industries et Commerces en gros des Vins, Cidres, Spiritueux, Sirops, Jus de fruits et Boisson Diverses)
- FGFP (Fédération de Grossistes en Fleurs Coupées)
- FNA (Fédération du négoce agricole)
- FEDEPOM (Fédération Française des Syndicats de Négociants en Pommes de Terre et Légumes en Gros)
- FNICGV (Fédération Nationale de l'Industrie et des Commerces en Gros de Viandes)
- FNB (Fédération nationale des boissons)
- FENSCOPA (Fédération Nationale des Syndicats de Commerce en Gros en Produits Avicoles)
- FFCB (Fédération Française des Commerçants en Bestiaux)
- NAVSA (Chambre Syndicale Nationale de Vente et Services Automatiques)
- LES GROSSISTES ALIMENTAIRES DE FRANCE (Fédération des Grossistes en produits d'épicerie, produits surgelés et produits réfrigérés/traiteurs)
- SYNACOMEX (Syndicat National du Commerce d'Exportation des Céréales)
- SNCE (Syndicat National du Commerce Extérieur des Produits Congelés et Surgelés)
- UNCGFL (Union Nationale de Commerce en Gros de Fruits et Légumes)
- UPGCAF (Union Professionnelle des Grossistes en Confiserie et Alimentation Fine)
- USMAG (Union syndicale des marchands d'abats en gros du MIN de Rungis)

## Secteur des biens de consommation non-alimentaire
- CSRP (Chambre Syndicale de la Répartition Pharmaceutique Française)
- FCJT (Fédération Française des Entreprises de Gros, Importation, Exportation, en chaussures, Jouets, Textiles)
- FND (Fédération Nationale de la Décoration)
- Syndicat National des Grossistes en Coiffure et Parfumerie
- Syndicat National des Grossistes en Fournitures Générales pour Bureaux de Tabac
- PRS (Syndicat National des Papetiers Répartiteurs Spécialisés)
- VCI (Syndicat National du Commerce Extérieur de Verrerie, Céramique, Cadeau et Luminaire)
- SYNPOL (Syndicat National des Pharmaciens Distributeurs d'Oxygène et Loueurs de Matériels Médicaux)
- UPCP (Union Professionnelle de la Carte Postale)
- FICIME (Fédération des entreprises Industrielles et Commerciales Internationales de la Mécanique et de l'Electronique). Cette fédération appartient à cette catégorie uniquement pour les entreprises informatiques et destiné au matériel photographique.

## Secteur Interindustriel
- AFDPE (Association Française des Distributeurs de Papiers et d'Emballage)
- COEDIS (Fédération des Distributeurs d'Équipements et Solutions Électriques, Génie climatique, Plomberie & Sanitaires)
- Chambre Syndicale du Commerce International des Métaux et Minerais
- FFQ (Fédération Française de la Quincaillerie, Fourniture Industrielle, Bâtiment, Habitat)
- FICIME (Fédération des Entreprises Industrielles et Commerciales Internationales de la Mécanique et de l'Électronique)
- FEDA (Fédération de la Distribution Automobile)
- FEDIN (Fédération de la Distribution Industrielle)
- FENNTISS (Fédération Nationale du Tissu)
- FNBM (Fédération du Négoce de Bois et des Matériaux de construction)
- SNAFAM (Chambre Syndicale Nationale des Fabricants et Distributeurs d'Armes, Munitions, équipements et accessoires pour la chasse et le tir sportif)
- UFCC (Union Française du Commerce Chimique)

## Organisation professionnelles Intersectorielles
- OSCI (Opérateurs Spécialisés du Commerce International)
- SNCI (Syndicat des Négociants et Commissionnaires à l'International)
- Fédération Française des Syndicats de Courtiers en Marchandises
- 2FPCO (Fédération Française des Professionnels de la Communication par l'Objet)

## Organisation professionnelles Géographiques
- Chambre Syndicale du Commerce de Gros et du Commerce International d'Alsace-Lorraine
- SICR (Syndicat de l'importation et du Commerce de la Réunion)
- UNIGROS (Union Générale des Syndicats de Grossistes du M.I.N de Rungis)

### Sources
- CGI - Confédération Française du Commerce Interentreprises
- FNAS - Fédération Française des Négociants en Appareils Sanitaires, Chauffage, Climatisation et Canalisation
- Les partenaires du Pôle Formation de la CGI